# KlasJet
KlasJet ist eine litauische Charterfluggesellschaft, die sich auf Business-Class-Charterflüge spezialisiert hat. Sie hat ihren Hauptsitz in Vilnius und ist eine Tochtergesellschaft der Avia Group, die VIP-Charterflüge, ACMI-Dienste und Inflight-Management-Dienste in Europa, dem Nahen Osten, Afrika und Asien anbietet.

## Dienstleistungen
In Deutschland bietet KlasJet folgende Dienstleistungen an:
- Geschäftsreisen: Bereitstellung von effizienten und privaten Reiselösungen für Unternehmen.
- Freizeitreisen: Maßgeschneiderte Lösungen für Einzelpersonen und Familien, die ein privates Reiseerlebnis suchen.
- Sonderveranstaltungen und Sportmannschaften: Betreuung von Gruppen, insbesondere Sportmannschaften, mit maßgeschneiderten Charterlösungen.
- Rezeption und Einfluss in Deutschland

## Geschichte
KlasJet wurde im Oktober 2013 von der Avia Solutions Group gegründet. Das erste Flugzeugmodell war eine Bombardier Challenger 850.
KlasJet erhielt 2014 ein AOC-Zertifikat und begann mit der Ausführung von kommerziellen Flügen. KlasJet fügte ein weiteres Challenger 850-Flugzeug hinzu und beendete den Betrieb mit diesem Flugzeug im Jahr 2019.
2015 nahm KlasJet eine Hawker 800XP in seine Flotte auf. Die Fluggesellschaft beendete den Flugbetrieb mit diesem Flugzeug im Jahr 2019.
Im Jahr 2016 kaufte KlasJet die erste Boeing 737-500 und begann mit der Umrüstung. Im Jahr 2017 erhielt das Unternehmen eine Typ-A-Lizenz für den kommerziellen Betrieb, die Flüge mit mehr als 20 Passagieren an Bord erlaubt, und nahm den Flugbetrieb mit der renovierten VIP-Boeing 737-500 auf.

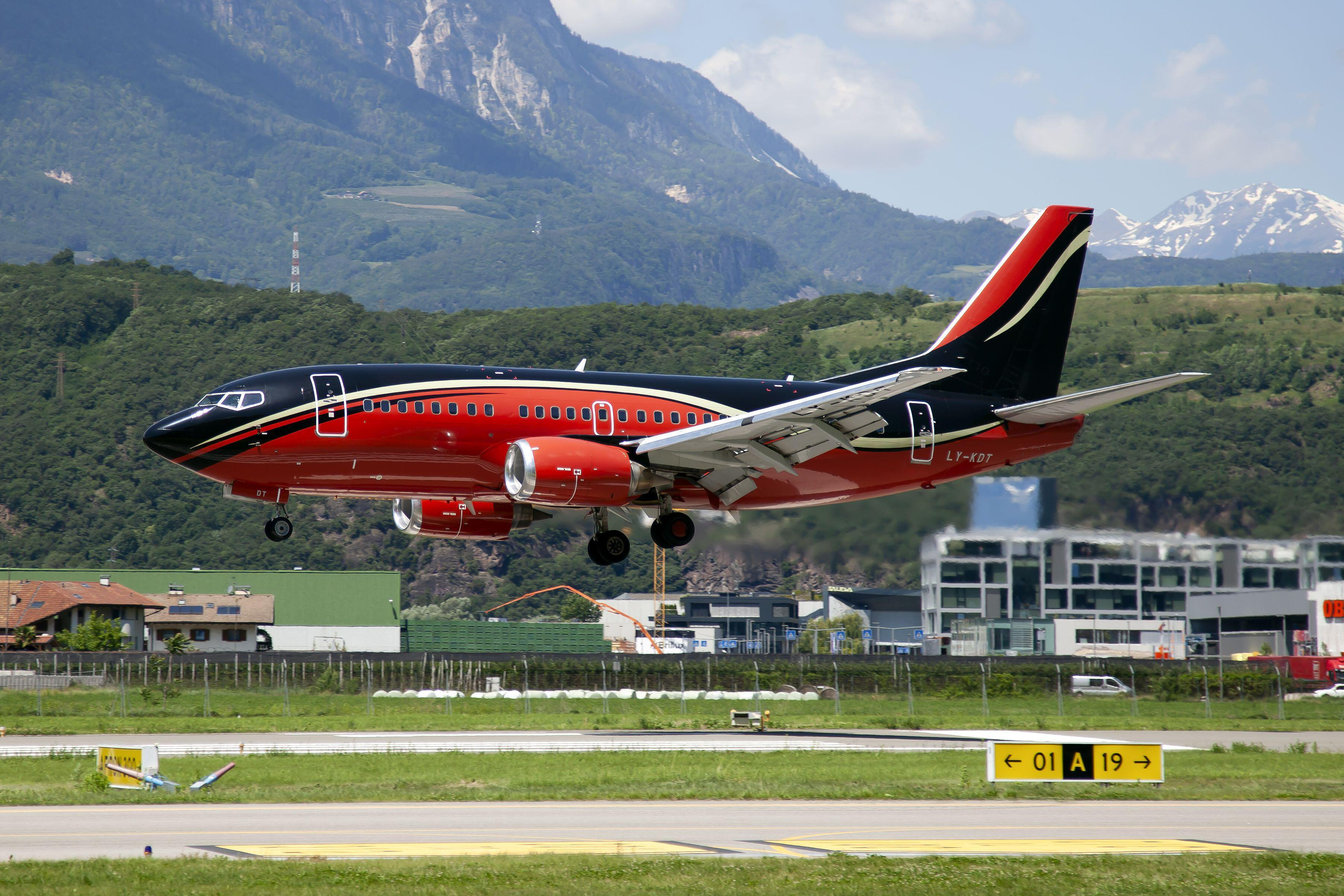
LY-KDT, Boeing737-500 (KlasJet)

Während der Euroleague-Saison 2017–2018 beförderte KlasJet Spieler des litauischen Basketballvereins Zalgiris Kaunas. Im Februar 2018 reiste die kanadische Eishockey-Männermannschaft zu den Olympischen Spielen in Südkorea an und wählte die Boeing 737-500 für ihren Transport. Das Modell wurde für den Einsatz als Sportteamflugzeug entsprechend konfiguriert.
In den Jahren 2018 und 2019 hat KlasJet vier weitere VIP Boeing 737-500 des gleichen Modells in seine Flotte aufgenommen.
Im März 2020 beförderte KlasJet kostenlos die Sendung mit Zehntausenden von medizinischen Masken und Handschuhen nach Litauen. Im Juni 2021 brachte KlasJet durch COVID-19 gestrandete Bürger von Ghana nach Südkorea zurück.
Seit 2021 nehmen die Piloten von KlasJet am Pilot Peer Support Program (PPSP) von BAA Training teil.
Im Dezember 2021 transportierte KlasJet zwei gerettete Wildtiere nach Nordtansania. Der Transport war einzigartig, da beide Tiere in der Kabine der KlasJet Boeing 737-500 transportiert wurden.
Im Februar 2023 führte KlasJet ACMI-Dienste (eine Abkürzung für „Aircraft, Crew, Maintenance, and Insurance“) ein und nahm acht Boeing 737-800 in seine Flotte auf. Ebenfalls im Februar wurde die erste von zwei Boeing 737-500 zur Vermietung nach Dubai World Central verlegt, eine weitere Boeing 737-300 sollte einen Monat später folgen. Im März 2023 führte das Unternehmen seine Boeing 737-300 für den britischen Markt ein und hat beschlossen, zwei Flugzeuge nach Dubai World Central (DWC) zu verlegen.

## Flotte
Die Flotte der KlasJet besteht mit Stand April 2025 aus acht Flugzeugen mit einem Durchschnittsalter von 27,0 Jahren.
| Flugzeugtyp     | Anzahl | bestellt | Anmerkungen                        | Sitzplätze | Durchschnittsalter |
| --------------- | ------ | -------- | ---------------------------------- | ---------- | ------------------ |
| Boeing 737-300  | 2      |          |                                    | 68         | 30,1 Jahre         |
| Boeing 737-500  | 3      |          |                                    | 56 104     | 32,5 Jahre         |
| Boeing 737-800  | 2      |          | mit Winglets ausgestattet          | 189        | 19,5 Jahre         |
| Boeing 737 BBJ2 | 1      |          | mit Winglets ausgestattet; inaktiv | VIP        | 19,5 Jahre         |
| Gesamt          | 8      | -        |                                    |            | 27,0 Jahre         |

### Ehemalige Flugzeugtypen
- Challenger 850